# Su e giù (programma televisivo 1968)
Su e giù era un programma televisivo di Corima, Giulio Perretta, un quiz trasmesso nel 1968 e condotto da Corrado. Andava in onda il giovedì sul Secondo Programma televisivo della Rai.
Si giocava con un tabellone di 40 caselle e il meccanismo della gara era basato sul gioco dell'oca. Rispondendo alle domande di Corrado, i concorrenti avanzavano la loro pedina sul tabellone fino ad arrivare alla casella finale. Giunti al traguardo, per vincere il premio e ritornare la settimana successiva dovevano ricostruire un puzzle formato da quattro caselle sparse sul tabellone. Come contorno al quiz c'erano canzoni, balletti e scenette comiche; ad ogni puntata interveniva inoltre un ospite d'onore. Tra le vallette vi era una giovanissima Silvia Dionisio.  L'orchestra era diretta da Marcello De Martino. La sigla iniziale Non prenderla sul serio, il cui testo era firmato dallo stesso Corrado, ebbe un notevole successo nell'interpretazione di Carmen Villani.

## Puntate
- 1ᵃ Puntata del 08 Febbraio 1968 - 91 min
I concorrenti dimostrativi del quiz sono Nino Manfredi e Caterina Valente.
Ospiti: Sandra Mondaini e Raimondo Vianello, Catherine Spaak, Sergio Zavoli, Ubaldo Lay e Johnny Dorelli.

- 2ᵃ Puntata del 15 Febbraio 1968 - 91 min
Ospiti: Jimmy Fontana canta "Per una donna" e Armando Trovajoli al piano con Corrado, i tennisti Nicola Pietrangeli e Martin Mulligan, Ornella Vanoni e Adriano Celentano canta "Un bimbo sul leone".

- 3ᵃ Puntata del 22 Febbraio 1968 - 78 min
Ospiti: Al Bano canta "La siepe" e Gigliola Cinquetti canta "Sera" e fa l'imitazione di alcuni cantanti.

- 4ᵃ Puntata del 29 Febbraio 1968 - 72 min
Ospiti: Marisa Del Frate, Annarita Spinaci e Salvatore Adamo.

- 5ᵃ Puntata del 7 Marzo 1968 - 69 min
Ospiti: Massimo Ranieri, Gloria Paul e Carmen Villani canta "Bada Caterina".

- 6ᵃ Puntata del 14 Marzo 1968 - 74 min
Ospiti: Rocky Roberts canta "Stasera mi butto" e "Dietro front", Dalida, Paolo Panelli e Bice Valori.

- 7ᵃ Puntata del 21 Marzo 1968 - 82 min (puntata dedicata alla primavera con lo studio pieno di fiori).
Ospiti: Nino Ferrer canta "Al telefono", e Nino Taranto.

- 8ᵃ Puntata del 28 Marzo 1968 - 78 min
Ospiti: Pino Dordoni  e Abdon Pamich, intervistati sulla loro attività sportiva, Carlo Dapporto interpreta Agostino, Iva Zanicchi, Ira von Fürstenberg e Rita Pavone.

- 9ᵃ Puntata del 4 Aprile 1968 - 66 min
Ospiti: Sandra Mondaini e Raimondo Vianello, Sylvie Vartan e Milva.

- 10ᵃ Puntata del 10 Aprile 1968 - 67 min (puntata dedicata alla Pasqua)
Ospiti: Franco Rosi e The Rokes cantano "Lascia l'ultimo ballo per me".

- 11ᵃ Puntata del 18 Aprile 1968 - 68 min
Ospite: Mina parla dei suoi dieci anni di attività, e canta un medley di canzoni, fra cui "Il cielo in una stanza", "Città vuota", "E se domani".

- 12ᵃ Puntata del 25 Aprile 1968 - 66 min (puntata a tema vecchio West)
Ospiti: Pino Donaggio canta "Dove vai quando dormi", Van Cleef, e Patty Pravo canta "La bambola".

- 13ᵃ Puntata del 2 Maggio 1968 - 66 min
Ospiti: Gianni Pettenati canta "Tango", Miranda Martino, e Little Tony.

- 14ᵃ Puntata del 9 Maggio 1968 - 66 min (puntata trasmessa sul Primo Canale)
Ospiti: Nilla Pizzi e Don Backy.

- 15ᵃ Puntata del 16 Maggio 1968 - 69 min 
Ospiti: Luisa Casali, Renato Rascel, e Gianni Morandi.

- 16ᵃ Puntata del 23 Maggio 1968 - 71 min (puntata dedicata al mondo dello spettacolo)
Ospiti: Giorgio Gaber canta "Torpedo blu", e Alice ed Ellen Kessler.

- 17ᵃ Puntata del 30 Maggio 1968 - 72 min 
Ospiti: il mago Silvan, Fausto Leali, Shirley Bassey e Walter Chiari.

- 18ᵃ Puntata del 12 Giugno 1968 - 74 min (ultima puntata)
Ospiti: Lara Saint Paul, Claudio Villa e Sylva Koscina.